# San Martín de Luiña
San Martín de Luiña es una parroquia del concejo de Cudillero, en el Principado de Asturias (España). Alberga una población de 998 habitantes (INE 2009) en 724 viviendas. Ocupa una extensión de 40,15 km², siendo la parroquia más extensa del concejo.
Ocupa toda la parte central del concejo. Limita al norte con el mar Cantábrico; al noreste, con la parroquia de San Juan de Piñera; al este con la de Faedo; al sureste con el concejo de Pravia, concretamente, con la parroquia de Villavaler; al sur, de nuevo con Pravia, parroquia de Folgueras; al sur, con el concejo de Salas, parroquia de Malleza, al suroeste, con el concejo de Valdés, parroquia de Arcallana, al este con la parroquia de Soto de Luiña; y al noroeste con la de Oviñana.
La iglesia parroquial, de alto valor arquitectónico, data del siglo XVII. Presenta tres importantes retablos barrocos del siglo XVIII, obra del escultor Gabriel Fernández Tonín, destacando el central. Dispone de una imagen de la Virgen de los Dolores y una frase escrita en el suelo:
No pasen de aquí a oír misa los vaqueiros.
Los vaqueiros fueron un grupo asentado en las zonas altas de los concejos de Cudillero, Salas y Valdés, que frecuentaban la parroquia de San Martín de Luiña.
Por otra parte, cabe destacar el mercado semanal que se celebra los martes, siendo en la actualidad el más importante del concejo. Hace años, el mercado se celebraba dos sábados al mes, y fundamentalmente consistía en la compra venta de ganados, al que acudían los vaqueiros para vender sus reses. Con el desarrollo de infraestructuras viarias, el mercado perdió poco a poco fuerza, al hacerse posible el acceso de camiones para transporte de reses a las áreas de explotación.
En 1996 Pedro Fernández Mallofré, un catalán afincado en la zona e impulsor de diferentes acciones para pomover el desarrollo del valle, con el apoyo municipal, promovió de nuevo el mercado.

## Poblaciones
Según el nomenclátor de 2009 la parroquia está formada por las poblaciones de:
- Argatón (lugar): 25 habitantes.
- Artedo (Artéu en asturiano) (aldea): 35 habitantes.
- Beiciella (Veiciella) (lugar): 63 habitantes.
- La Bordinga (casería): deshabitado.
- Brañaseca (lugar): 24 habitantes.
- Busfrío (Busfríu) (lugar): 2 habitantes.
- Castañedo (Castañéu) (lugar): 108 habitantes.
- Cepedo (El Cepéu) (casería): 24 habitantes.
- Cipiello (Cipieḷḷu) (casería): 27 habitantes.
- Escalada (La Escalada) (Zona de interés turístico): 100 habitantes.
- Folguerúa (Folgueirúa) (lugar): 2 habitantes.
- Gallinero (Gallineiru) (casería): 11 habitantes.
- Gayuelos (Los Gachuelos) (casería): deshabitado.
- Lamuño (Llamuñu) (lugar): 214 habitantes.
- Llendepín (Ḷḷendepín) (casería): deshabitado.
- La Magdalena (La Madalena) (casería): 19 habitantes.
- Mumayor (Umayor) (lugar): 72 habitantes.
- La Puerca (La Puerca) (casería): deshabitado.
- La Rondiella (La Rondieḷḷa) (lugar): 42 habitantes.
- Salamir (lugar): 108 habitantes.
- San Cosme (lugar): 121 habitantes.
- Tejidiello (Teixidieḷḷu) (casería): 2 habitantes.